# Представление алгебры Ли
Представлением алгебры Ли (точнее, линейным представлением алгебры Ли) называется гомоморфизм из алгебры Ли {\displaystyle L} в полную линейную алгебру преобразований некоторого векторного пространства {\displaystyle V}
{\displaystyle \varphi \colon L\to {\mathfrak {gl}}(V)}.
Под гомоморфизмом алгебр Ли подразумевается такое отображение, что {\displaystyle \varphi ([x,y])=[\varphi (x),\varphi (y)]} для любых {\displaystyle x,y\in L}. При этом алгебра Ли {\displaystyle L} и векторное пространство {\displaystyle V} должны быть над одним и тем же полем {\displaystyle K}.

## Примеры представлений алгебр Ли
Важным примером представления является присоединённое представление алгебры Ли {\displaystyle \mathrm {ad} \colon L\to {\mathfrak {gl}}(L)}. Это представление сопоставляет элементу {\displaystyle x\in L} оператор {\displaystyle \mathrm {ad} \;x}, действующий на элементы из {\displaystyle L} по правилу {\displaystyle \mathrm {ad} \;x(y)=[x,y]}.